# Station Jastrowie
Station Jastrowie is een spoorwegstation in de Poolse plaats Jastrowie.